# Classe Iver Huitfeldt
La classe Iver-Huitfeldt è una classe di fregate, costituita da tre unità entrate in servizio nel 2011 per la Marina militare danese.
Costruite secondo un progetto derivato da quello delle navi-comando classe Absalon di poco precedenti, le Iver Huitfeld rappresentato le principali unità da combattimento d'altura della flotta danese, ricoprendo una vasta gamma di ruoli tra cui la difesa antiaerea a lungo raggio, la guerra di superficie, la lotta anti-sottomarini, le attività di contromisure mine e il supporto di fuoco alle operazioni anfibie. Per le loro dimensioni e caratteristiche, sono a volte assimilate a dei veri e propri cacciatorpediniere lanciamissili.

## Caratteristiche

### Piattaforma

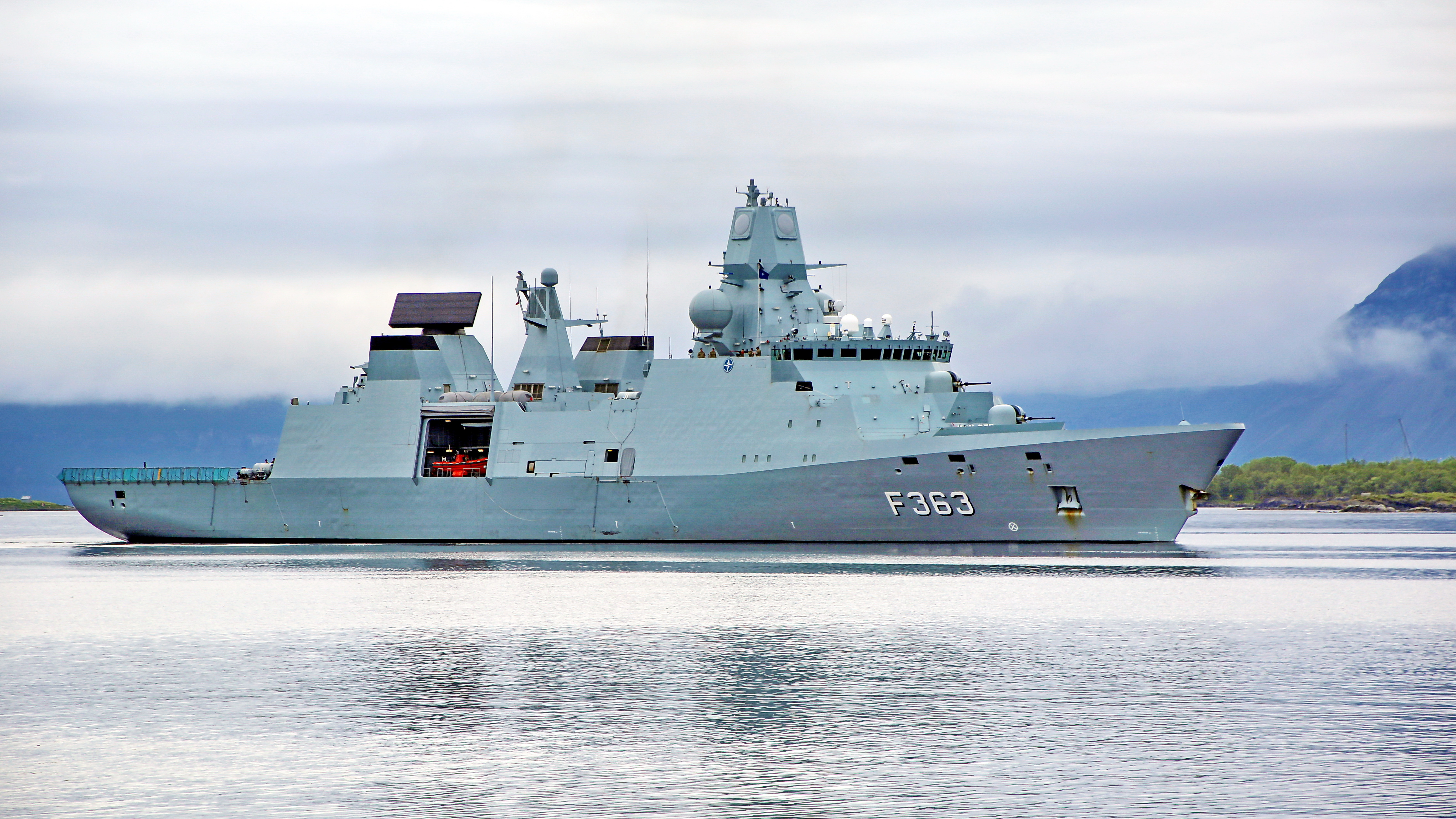
La Niels Juel fotografata nel 2018

La progettazione della classe Iver Huitfeldt prese l'avvio nel 1996 quando la Marina danese decise di ristrutturare la propria flotta d'altura su cinque (inizialmente sei) grandi unità di superficie, basate sul medesimo progetto generale ma declinato in due configurazioni diverse: due unità (la futura classe Absalon) avrebbero dovuto ricoprire il ruolo di navi comando e di supporto, mentre tre unità (la futura classe Huitfeldt) avrebbero espletato funzioni di combattimento. La realizzazione delle Huitfeldt venne quindi autorizzata dal governo danese nel 2004, con i lavori affidati al cantiere Odense Steel Shipyard (controllato da un consorzio di società danesi più la francese Thales) di Odense. Per la costruzione delle unità si fece ricorso al sistema costruttivo "a blocchi", ormai divenuto di uso comune: le varie sezioni dello scafo furono commissionate a diversi cantieri (alcuni dei quali situati in Estonia e Lituania), quindi rimorchiate a Odense e qui assemblate; l'installazione dei sistemi d'arma e delle dotazioni militari fu invece curata dalla Marina danese stessa nella base di Korsør.
Come le Absalon, le Huitfledt sono costruite secondo un'architettura "stealth" per la riduzione della sezione radar equivalente: le sovastrutture, realizzate senza soluzione di continuità con lo scafo vero e proprio, presentano superfici inclinate per riflettere le emissioni radar in direzioni diverse da quelle di provenienza, gli impianti e gli allestimenti normalmente installati sopra lo scafo sono il più possibile mascherati, e tutte le aperture (tranne la finiestratura della plancia) sono chiuse da saracinesche. Lo scafo delle Huitfeldt, fondamentalmente identico a quello delle Absalon ma con una silouhette più snella che conferisce maggiori qualità "stealth", è lungo fuori tutto 138,7 metri, largo nel punto massimo 19,75 metri e con un pescaggio di 5,3 metri; il dislocamento a pieno carico di combattimento è di 6.645 tonnellate. Internamente, lo scafo è suddiviso in 15 compartimenti stagni e in sette ponti (invece che otto come sulle Absalon).
Le Huitfeldt adottano un esteso sistema di automazione di tutti gli apparati di bordo, con 1.500 unità a comando remoto per la raccolta di dati e segnali distribuite per tutta la nave e collegata a una sala controllo tramite una rete di fibre ottiche; ciò ha consentito di ridurre notevolmente l'equipaggio, che a dispetto delle dimensioni dell'unità si attesta su 101 uomini (18 ufficiali, 13 sottufficiali e 70 marinai). Sono inoltre disponibili alloggiamenti per imbarcare ulteriori 64 uomini.

### Apparato motore e sensori

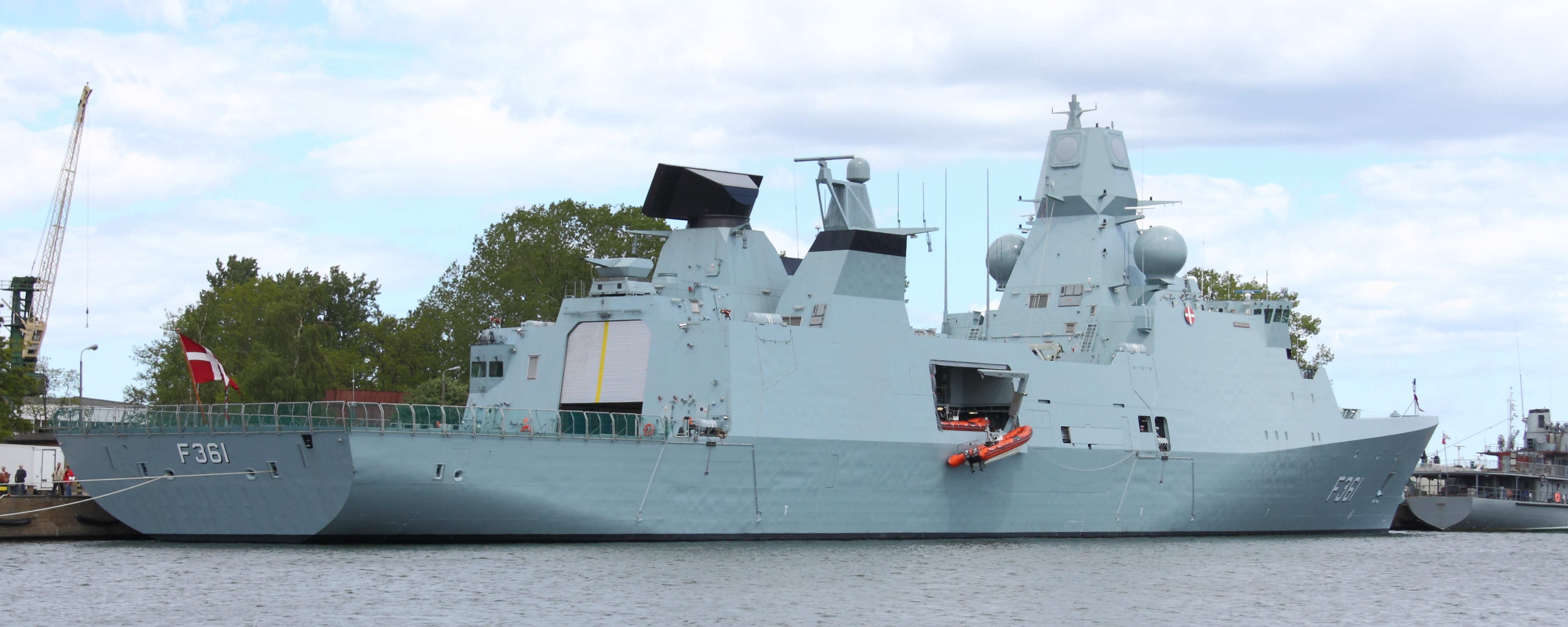
La Iver Huitfeldt vista di poppa; notare uno degli scomparti per i gommoni in posizione aperta

L'apparato motore è di tipo CODAD, con due assi azionate ciascuna da due motori diesel turbocompressi a 20 cilindri MTU 20V M70 della MTU Aero Engines; la potenza complessiva è di 44.575 hp (32,8 MW), che permette una velocità massima di 28 nodi. L'autonomia si aggira sulle 11.500 miglia alla velocità di 14 nodi. Per ragioni di sopravvivenza agli attacchi del nemico, i due gruppi motore sono collocati in due locali versi, separati longitudinalmente e posti a 10 metri di distanza l'uno dall'altro; i fumi sono convogliati in due distinti fumaioli.
L'apparato sensori delle Huitfeldt è distribuito fra tre grossi alberi a sezione piramidale, fatta eccezione per il sistema sonar (un Atlas ASO 94) collocato invece nel bulbo di prua. I sistemi comprendono un radar multifunzione tipo "phased array" attivo Thales APAR, un radar di ricerca a grande distanza Thales SMART-L, un radar di ricerca di superficie e guida elicotteri Terma SCANTER 6000, tra radar nautici Furuno e due radar per il controllo del fuoco di artiglieria Saab CEROS 200. Ad integrazione di questi apparati di scoperta di tipo attivo è poi presente un sistema passivo di rilevamento delle emissioni radar, un EO/IR Sea Star Safire III.

### Sistemi d'arma

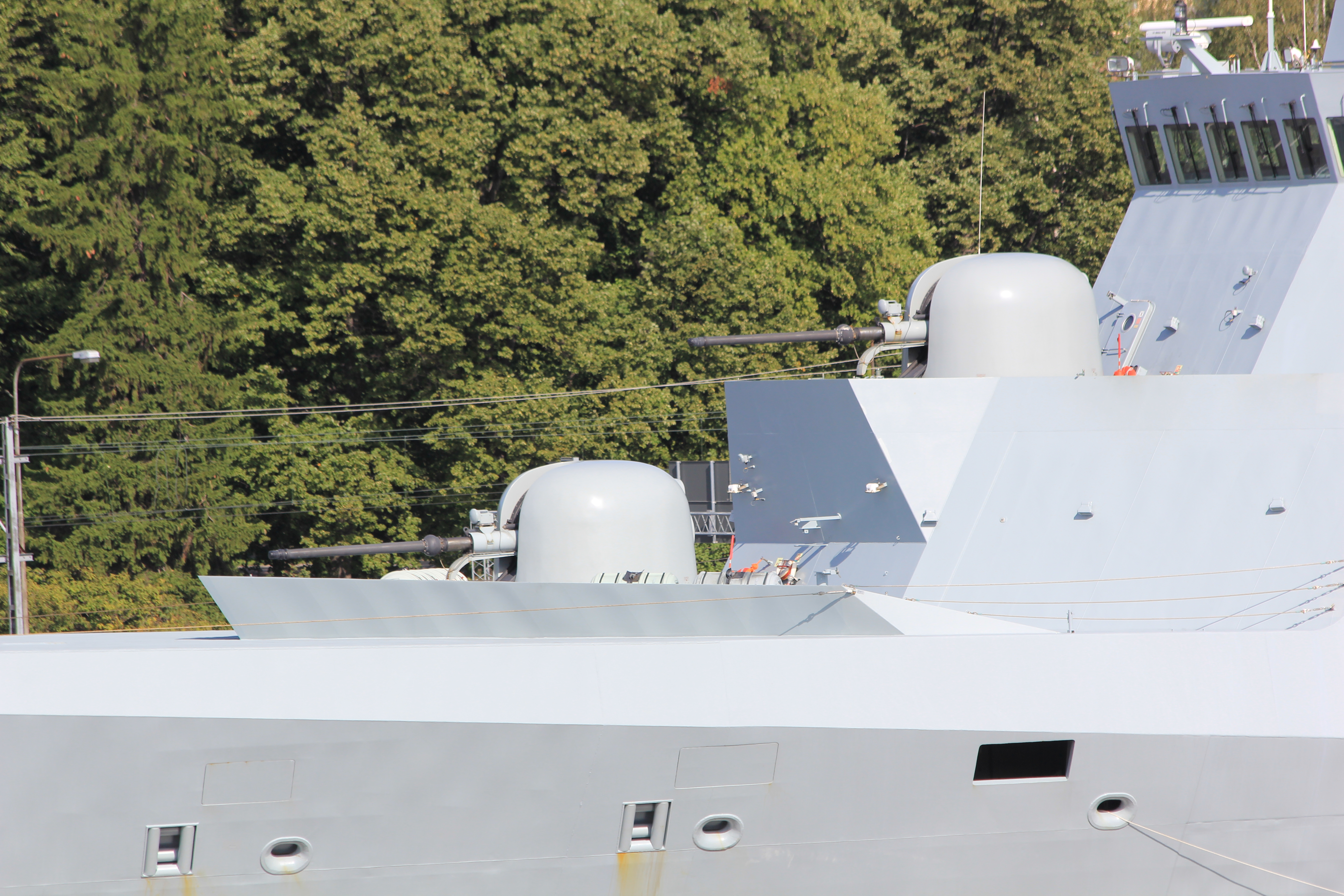
Le torri d'artiglieria della Peter Willemoes

Per quanto riguarda l'armamento, i sistemi missilistici sono concentrati in una "cittadella" posta a centro nave, una soluzione unica per navi di questa categoria. Questi comprendono un sistema di lancio verticale a 32 celle (quattro blocchi di otto celle) per missili antiaerei a lunga gittata RIM-66 Standard, affiancato sui due lati da due lanciatori verticali a dodici celle per missili RIM-162 ESSM per la difesa antiaerea e antimissile a media e corta distanza; per la lotta antinave sono invece disponibili quattro rampe a quattro selle che ospitano 16 missili Harpoon, impiegabili anche contro bersagli a terra. L'armamento di artiglieria comprende due cannoni OTO Melara 76/62 mm, sistemati in due torrette sovrapposte collocate a prua davanti al blocco della plancia, e un sistema CIWS svizzero Rheinmetall Oerlikon Millennium per la difesa antiaerea e antimissile a cortissima distanza, armato con un cannone revolver da 35/90 mm. Alla lotta antisommergibili sono invece destinati i due lanciatori binati (uno per fiancata) di siluri MU-90 Impact.
La parte poppiera delle Huitfeldt ospita un ponte di volo e un hangar per l'appontaggio e il ricovero di un elicottero Westland Lynx; ai lati dell'hangar sono poi stati realizzati due scomparti per ospitare ciascuno un gommone a chiglia rigida.

## Unità
| Nome                   | Impostazione  | Varo          | Entrata in servizio | Status                |
| ---------------------- | ------------- | ------------- | ------------------- | --------------------- |
| Iver Huitfeldt (F361)  | giugno 2008   | marzo 2010    | gennaio 2011        | In servizio (al 2019) |
| Peter Willemoes (F362) | marzo 2009    | dicembre 2010 | giugno 2011         | In servizio (al 2019) |
| Niels Juel (F363)      | dicembre 2009 | dicembre 2010 | novembre 2011       | In servizio (al 2019) |